# Pavetta bruceana
Pavetta bruceana är en måreväxtart som beskrevs av Cornelis Eliza Bertus Bremekamp. Pavetta bruceana ingår i släktet Pavetta och familjen måreväxter. Inga underarter finns listade i Catalogue of Life.